# جاست دانس 2015
جاست دانس (بالإنجليزية: Just Dance 2015)‏، هي لعبة إلكترونية من نوع لعبة الرقص، صدرت في شهر أكتوبر عام 2014م، وتعمل لأنظمة بلاي ستيشن 3 وبلاي ستيشن 4 وإكس بوكس 360 وإكس بوكس ون ونظام وي ونظام وي يو.